# Luciano Pezzi
Luciano Pezzi (Russi, 7 februari 1921 - Bologna, 26 juni 1998) was een Italiaans wielrenner en ploegleider. Hij was professioneel wielrenner tussen 1946 en 1959. 

## Wielrenner
Hij behaalde slechts een paar overwinningen in zijn profcarrière maar was een waardevolle helper. In 1949 werd hij geselecteerd voor de Italiaanse ploeg, met Fausto Coppi als kopman, op het wereldkampioenschap op de weg in Kopenhagen, waar hij als zeventiende eindigde. Zijn belangrijkste overwinning is die in de vijftiende rit van de Ronde van Frankrijk 1955, waarin hij zijn medevluchter Jan Nolten klopte. Hij nam vijfmaal deel aan de Tour: in 1949 (50e in de eindstand), 1950 (opgave), 1951 (47e), 1952 (35e) en 1955 (34e). Zijn beste resultaat in de Ronde van Italië is achtste in 1950.

## Ploegleider
Pezzi werd na zijn profcarrière ploegleider, een functie waarin hij succesvoller was. Hij werd eerst ploegleider van de Italiaanse Ghigi-ploeg, waarvoor onder meer Jos Hoevenaars uitkwam. Van 1963 tot 1970 leidde hij de Italiaanse Salvarani-ploeg waar hij onder meer Felice Gimondi, Dino Zandegu, Walter Godefroot en Tony Houbrechts onder zich had. Hij won onder meer in 1967 met Dino Zandegu de Ronde van Vlaanderen en met Felice Gimondi de Giro d'Italia in 1967 en 1969 en de Ronde van Spanje in 1968. In 1967 mocht hij ook de Italiaanse ploeg leiden in de Ronde van Frankrijk met landenploegen, met Felice Gimondi als kopman. Hij leidde nadien diverse andere Italiaanse ploegen; de laatste was de GIS Gelati-ploeg in 1986. Hij was voor het laatst actief als manager van de Mercatone Uno-ploeg met Marco Pantani in 1997.

## Resultaten in voornaamste wedstrijden
| Jaar | Milaan-San Remo | Parijs-Roubaix | Ronde van Lombardije |
| ---- | --------------- | -------------- | -------------------- |
| 1948 |                 |                | 19e                  |
| 1950 | 85e             |                |                      |
| 1952 |                 |                | 31e                  |
| 1954 |                 | 60e            | 63e                  |
| 1955 | 102e            |                |                      |
| 1956 | 88e             |                |                      |
| 1958 | 116e            |                |                      |